# 1895
| [ Edytuj tabelę ]              | |
| Król Polski (tytularny)        | - 1894 Mikołaj II Romanow 1917 |
| Emir Afganistanu               | - 1880 Abdur Rahman Chan 1901 |
| Współksiążęta Andory           | - 1879 Salvador Casañas i Pagès 1901 - 1894 Jean Casimir-Périer 1895 - 1895 Félix François Faure 1899                                 |
| Prezydent Argentyny            | - 1892 Luis Sáenz Peña 1895 - 1895 José Evaristo Uriburu 1898                                                                         |
| Cesarz Austrii                 | - 1848 Franciszek Józef I 1916 |
| Król Bawarii                   | - 1886 Otto 1913 |
| Król Belgów                    | - 1865 Leopold II 1909 |
| Premier Belgii                 | - 1894 Jules de Burlet 1896 |
| Prezydent Boliwii              | - 1892 Mariano Baptista 1896 |
| Prezydent Brazylii             | - 1894 Prudente de Morais 1898 |
| Sułtan Brunei                  | - 1885 Hashim Jalilul Alam Aqamaddin 1906                                                                                             |
| Car Bułgarii                   | - 1887 Ferdynand I Koburg 1918 |
| Premier Bułgarii               | - 1894 Konstantin Stoiłow 1899 |
| Prezydent Chile                | - 1891 Jorge Montt 1896 |
| Cesarz Chin                    | - 1875 Guangxu 1908 |
| Premier Czarnogóry             | - 1879 Božo Petrović-Njegoš 1905 |
| Król Czech                     | - 1848 Franciszek Józef I 1916 |
| Król Danii                     | - 1863 Chrystian IX 1906 |
| Premier Danii                  | - 1894 Tage Reedtz-Thott 1897 |
| Dalajlama                      | - 1876 Thubten Gjaco 1933 |
| Władca Egiptu                  | - 1892 Abbas II Hilmi 1914 |
| Premier Egiptu                 | - 1894 Nubar Pasza 1895 - 1895 Mustafa Fahmi Pasza 1908                                                                               |
| Prezydent Ekwadoru             | - 1892 Luis Cordero Crespo 1895 - 1895 Vicente Lucio Salazar 1895 - 1895 Eloy Alfaro 1901                                             |
| Cesarz Etiopii                 | - 1889 Menelik II 1913 |
| Prezydent Francji              | - 1894 Jean Périer 1895 - 1895 Félix François Faure 1899                                                                              |
| Premier Francji                | - 1894 Charles Dupuy 1895 - 1895 Alexandre Ribot 1895 - 1895 Léon Bourgeois 1896                                                      |
| Król Grecji                    | - 1863 Jerzy I 1913 |
| Prezydent Gwatemali            | - 1892 José María Reina Barrios 1898                                                                                                  |
| Prezydent Haiti                | - 1889 Florvil Hyppolite 1896 |
| Prezydent Hawajów              | - 1894 Sanford B. Dole 1900 |
| Król Hiszpanii                 | - 1886 Alfons XIII 1931 |
| Premier Hiszpanii              | - 1892 Práxedes Mateo Sagasta 1895 - 1895 Antonio Cánovas del Castillo 1897                                                           |
| Król Holandii                  | - 1890 Wilhelmina 1948 |
| Premier Holandii               | - 1894 Joan Röell 1897 |
| Prezydent Hondurasu            | - 1894 José Policarpo Bonilla Vásquez 1899                                                                                            |
| Szach Iranu                    | - 1848 Naser ad-Din Szah 1896 |
| Król Irlandii                  | - 1837 Wiktoria Hanowerska 1901 |
| Cesarz Japonii                 | - 1867 Mutsuhito 1912 |
| Premier Japonii                | - 1892 Hirobumi Itō 1896 |
| Kalif                          | - 1876 Abdülhamid II 1909 |
| Premier Kanady                 | - 1894 Mackenzie Bowell 1896 |
| Emir Kataru                    | - 1878 Kasim ibn Muhammad Al Sani 1913                                                                                                |
| Prezydent Kolumbii             | - 1894 Miguel Antonio Caro 1896 |
| Patriarcha Konstantynopola     | - 1895 Antym VII 1897 |
| Władca Korei                   | - 1863 Kojong 1907 |
| Prezydent Kostaryki            | - 1894 Rafael Yglesias Castro 1902 |
| Emir Kuwejtu                   | - 1892 Muhammad 1896 |
| Prezydent Liberii              | - 1892 Joseph Cheeseman 1896 |
| Książę Liechtensteinu          | - 1858 Jan II Dobry 1929 |
| Wielki książę Luksemburga      | - 1890 Adolf 1905 |
| Premier Luksemburga            | - 1888 Paul Eyschen 1915 |
| Sułtan Maroka                  | - 1894 Abd al-Aziz IV 1908 |
| Prezydent Meksyku              | - 1884 Porfirio Díaz 1911 |
| Książę Monako                  | - 1889 Albert I 1922 |
| Król Nepalu                    | - 1881 Prithvi 1911 |
| Premier Nepalu                 | - 1885 Bir Shumsher Jang Bahadur Rana 1901                                                                                            |
| Cesarz Niemiec                 | - 1888 Wilhelm II Hohenzollern 1918                                                                                                   |
| Kanclerz Niemiec               | - 1894 Chlodwig Hochenlohe- -Schillingsfürst 1900                                                                                     |
| Prezydent Nikaragui            | - 1893 José Santos Zelaya 1909 |
| Król Norwegii                  | - 1872 Oskar II 1905 |
| Premier Nowej Zelandii         | - 1893 Richard Seddon 1906 |
| Sułtan Omanu                   | - 1888 Fajsal ibn Turki 1913 |
| Papież                         | - 1878 Leon XIII 1903 |
| Prezydent Paragwaju            | - 1894 Juan Bautista Egusquiza 1898                                                                                                   |
| Prezydent Peru                 | - 1894 Andrés Avelino Cáceres 1895 - 1895 Nicolás de Piérola 1899                                                                     |
| Król Portugalii                | - 1889 Karol 1908 |
| Król Prus                      | - 1888 Wilhelm II 1918 |
| Car Rosji                      | - 1894 Mikołaj II 1917 |
| Król Rumunii                   | - 1881 Karol I 1914 |
| Premier Rumunii                | - 1891 Lascăr Catargiu 1895 - 1895 Dimitrie Sturdza 1896                                                                              |
| Król Saksonii                  | - 1873 Albert I Wettyn 1902 |
| Prezydent Salwadoru            | - 1894 Rafael Antonio Gutiérrez 1898                                                                                                  |
| Kapitanowie Regenci San Marino | - 1894 Settimio Belluzzi Marino Borbiconi 1895 - 1895 Domenico Fattori Antonio Righi 1895 - 1895 Federico Gozi Vincenzo Mularoni 1896 |
| Król Serbii                    | - 1889 Aleksander Obrenowić 1903 |
| Prezydent Szwajcarii           | - 1895 Josef Zemp 1895 |
| Król Szwecji                   | - 1872 Oskar II 1907 |
| Premier Szwecji                | - 1891 Erik Gustaf Boström 1900 |
| Król Tajlandii                 | - 1868 Chulalongkorn 1910 |
| Król Tonga                     | - 1893 Jerzy Tupou II 1918 |
| Premier Tonga                  | - 1893 Siosateki Veikune 1905 |
| Sułtan Turków                  | - 1876 Abdülhamid II 1909 |
| Prezydent Urugwaju             | - 1894 Juan Idiarte Borda 1897 |
| Prezydent USA                  | - 1893 Grover Cleveland 1897 |
| Prezydent Wenezueli            | - 1892 Joaquín Crespo 1898 |
| Król Węgier                    | - 1848 Franciszek Józef I 1916 |
| Premier Węgier                 | - 1892 Sándor Wekerle 1895 - 1895 Dezső Bánffy 1899                                                                                   |
| Monarcha Wielkiej Brytanii     | - 1837 Wiktoria 1901 |
| Premier Wielkiej Brytanii      | - 1894 Archibald Primrose 1895 - 1895 Robert Gascoyne-Cecil 1902                                                                      |
| Król Włoch                     | - 1878 Humbert I 1900 |

Rok 1895 / MDCCCXCV
stulecia: XVIII wiek ~
XIX wiek ~
XX wiek

dziesięciolecia:
1860–1869 •
1870–1879 •
1880–1889 •
1890–1899
• 1900–1909
• 1910–1919
• 1920–1929

lata: 1885 «
1890 «
1891 «
1892 «
1893 «
1894 «
1895
» 1896
» 1897
» 1898
» 1899
» 1900
» 1905

## Wydarzenia w Polsce
- 17 stycznia – ukazało się pierwsze wydanie tygodnika „Przewodnik Katolicki”.
- 11 lutego – w Gdańsku został założony Cmentarz na Zaspie.
- 31 marca – otwarto nowe ujście Wisły.
- 1 maja – uruchomiono latarnię morską w Krynicy Morskiej.
- 2 maja – Bolesław Prus ukończył pisanie powieści historycznej Faraon.
- 5 maja – pożar strawił połowę zabudowań Wasilkowa.
- 29 czerwca – wysadzono w powietrze wieżę kościelną, kończąc tym samym rozbiórkę kościoła i klasztoru karmelitów w Bydgoszczy.
- 15 lipca – we Lwowie ukazało się pierwsze wydanie czasopisma „Przegląd Wszechpolski”.
- 28 lipca – delegaci chłopscy na zjeździe w Rzeszowie założyli Stronnictwo Ludowe.
- 4 września – w Warszawie została otwarta Średnia Szkoła Mechaniczno-Techniczna, ufundowana przez finansistów Hipolita Wawelberga i Stanisława Rotwanda.
- 22 listopada – uruchomiono dwie pierwsze linie tramwajowe w Elblągu.
- 11 grudnia – uruchomiono pierwszą linię tramwajową w Bielsku.

- Oddano do użytku monumentalny gmach Collegium Medicum UJ.

## Wydarzenia na świecie
- 5 stycznia – w Paryżu odbyła się publiczna degradacja kapitana Alfreda Dreyfusa, niesłusznie skazanego za zdradę państwa na dożywocie.
- 12 stycznia – powstała brytyjska organizacja National Trust, zajmująca się ochroną zabytków i przyrody.
- 13-14 stycznia – I wojna włosko-abisyńska: zwycięstwo wojsk włoskich w bitwie pod Coatit.
- 14 stycznia – Dezső Bánffy został premierem Węgier.
- 15 stycznia:
  - światowa premiera baletu Jezioro łabędzie Piotra Czajkowskiego, w Petersburgu.
  - I wojna włosko-abisyńska: w Erytrei Włosi pokonują wojska etiopskie pod Senafé.
- 17 stycznia – Félix François Faure został prezydentem Francji.
- 23 stycznia – norweski naukowiec Carsten Borchgrevink jako pierwszy człowiek wylądował na Antarktydzie.
- 26 stycznia – wojna chińsko-japońska: początek oblężenia Weihaiwei przez Japończyków
- 30 stycznia – niemiecki statek pasażerski SS „Elbe” zatonął na Morzu Północnym po zderzeniu z brytyjskim parowcem „Crathie”; zginęło ponad 300 osób, uratowano 20.
- 2 lutego – wojna chińsko-japońska: wojska japońskie zdobyły Weihai.
- 9 lutego – w Holyoke (Massachusetts) odbył się pierwszy mecz siatkówki, gry wymyślonej przez Williama G. Morgana, nauczyciela wychowania fizycznego w miejscowej szkole YMCA.
- 11 lutego – w Braemar zanotowano najniższą w historii Wielkiej Brytanii temperaturę (–27,2 °C).
- 13 lutego – bracia Auguste Lumiere i Louis Lumiere złożyli patent na kinematograf.
- 14 lutego – premiera w londyńskim St. James’s Theatre komedii Oscara Wilde’a Bądźmy poważni na serio (ang. The Importance of Being Earnest).
- 16 lutego – wojna chińsko-japońska: koniec oblężenia Weihaiwei, kapitulacja chińskich obrońców
- 22 lutego – Ottomar Anschütz, wynalazca tachyskopu (szybkowidza), odpłatnie zaprezentował w Berlinie 40 historyjek obrazkowych (300 widzów).
- 4 marca – wojna chińsko-japońska: zwycięstwo wojsk japońskich w bitwie pod Niuzhuang.
- 6 marca – wojna chińsko-japońska: zwycięstwo wojsk japońskich w bitwie pod Yingkou.
- 16 marca:
  - niemiecki astronom Max Wolf odkrył planetoidę (401) Ottilia.
  - 52 górników zginęło w katastrofie w kopalni Hohenegger w Karwinie na Śląsku Cieszyńskim.
- 21 marca – francuski astronom Auguste Charlois odkrył planetoidę (402) Chloë.
- 22 marca – pierwszy pokaz filmu braci Lumiere w Paryżu. Pokazano na nim film Wyjście robotników z fabryki Lumière w Lyonie zrealizowany zaledwie 3 dni wcześniej.
- 23 marca:
  - Antonio Cánovas del Castillo został po raz szósty premierem Hiszpanii.
  - Manchester City pokonując Lincoln City 11:3 odniósł najwyższe ligowe zwycięstwo w swej historii.
- 26 marca – wojna chińsko-japońska: wojska japońskie zdobyły Peskadory.
- 11 kwietnia – późniejszy bohater narodowy José Martí wylądował ze swym oddziałem zbrojnym na Kubie.
- 13 kwietnia – założono Muzeum Rosyjskie w Sankt Petersburgu.
- 17 kwietnia:
  - w Shimonoseki został podpisany traktat kończący wojnę chińsko-japońską. Japonia zajęła półwysep Liaodong, Formozę oraz Peskadory.
  - braci Lumiere przedstawili kinematograf fachowej publiczności w paryskiej Sorbonie (druga prezentacja odbyła się 8 listopada).
- 24 kwietnia – kanadyjski żeglarz Joshua Slocum wyruszył z Bostonu na rybackiej łodzi typu jol o nazwie „Spray” w pierwszy zakończony po 3 latach sukcesem samotny rejs dookoła świata.
- 27 kwietnia – około 200 osób zginęło w wyniku powodzi wywołanej runięciem tamy na sztucznym jeziorze Bouzey koło Épinal we francuskich Wogezach.
- 29 kwietnia – ukazała się pierwsza powieść Josepha Conrada Szaleństwo Almayera.
- 7 maja:
  - w Sankt Petersburgu Aleksandr Popow zademonstrował Rosyjskiemu Towarzystwu Fizyko-Chemicznemu radio własnej konstrukcji.
  - ukazała się powieść fantastyczna Wehikuł czasu Herberta George’a Wellsa.
  - uruchomiono komunikację tramwajową w indyjskim Madrasie (obecnie Ćennaj).
- 18 maja:
  - francuski astronom Auguste Charlois odkrył planetoidę (403) Cyane.
  - we Włoszech rozegrano pierwsze zawody samochodowe na trasie Turyn-Asti-Turyn.
- 19 maja – poeta, pisarz, przywódca ruchu niepodległościowego i późniejszy kubański bohater narodowy José Martí zginął w walce z Hiszpanami w Dos Rios.
- 23 maja – proklamowano niepodległą Republikę Tajwanu.
- 25 maja:
  - irlandzki literat Oscar Wilde został skazany na dwa lata ciężkich robót za homoseksualizm.
  - Tang Jingsong został pierwszym prezydentem Republiki Tajwanu.
- 29 maja – wojska japońskie wylądowały na Tajwanie, scedowanym przez Chiny na rzecz Japonii po przegranej wojnie w latach 1894–1895.
- 11 czerwca:
  - Theodoros Delijanis został po raz trzeci premierem Grecji.
  - start pierwszego długodystansowego wyścigu samochodowego. Na trasie Paryż-Bordeaux-Paryż o długości 1178 km, zwycięstwo odniósł Francuz E. Levassor na samochodzie spalinowym Panhard-Levassor.
- 12 czerwca – kongres Towarzystwa Fotograficznego w Lyonie, podczas którego bracia Lumiere kręcili i natychmiast wywoływali różne krótkie filmy.
- 19 czerwca – w Cesarstwie Austriackim utworzono rząd Ericha von Kielmansegga.
- 20 czerwca:
  - francuski astronom Auguste Charlois odkrył planetoidę (404) Arsinoë.
  - z połączenia Salwadoru, Nikaragui i Hondurasu powstała Republika Środkowoamerykańska.
- 21 czerwca – otwarto Kanał Cesarza Wilhelma (obecna nazwa Kanał Kiloński).
- 25 czerwca – w Wielkiej Brytanii utworzono trzeci rząd lorda Salisbury’ego.
- 25 lipca – w Sceaux pod Paryżem odbył się cichy i skromny ślub Marii Skłodowskiej z Pierre’em Curie.
- 27 sierpnia – uruchomiono komunikację tramwajową w Bratysławie.
- 31 sierpnia – Ferdinand von Zeppelin złożył patent na budowę sterowca sztywnego dużych rozmiarów (w 1898 początek budowy, zakończenie w VI 1900 – otrzymał oznaczenie LZ 1).
- 7 września:
  - w brazylijskim Belo Horizonte wyjechały na trasę pierwsze tramwaje parowe.
  - założono Muzeum Paulistowskie przy Uniwersytecie w São Paulo.
- 12 września – w Porto uruchomiono komunikację tramwajową.
- 21 września – pierwszy międzynarodowy mecz lekkoatletyczny: London Athletic Club – New York Athletic Club (wszystkie 11 konkurencji wygrali Amerykanie). Bieg na dystansie 100 y wygrał B.Wefers (9,8 s.).
- 23 września – Francja: powstała Powszechna Konfederacja Pracy.
- 28 września – w holenderskim Grave założono zgromadzenie zakonne Misjonarze Świętej Rodziny.
- 30 września – Madagaskar stał się protektoratem Francji.
- 21 października – po 5 miesiącach istnienia Republika Tajwanu została zlikwidowana przez wojska japońskie.
- 22 października – doszło do katastrofy pociągu na dworcu Montparnasse w Paryżu.
- Listopad – w USA odbył się pierwszy wyścig samochodowy na kontynencie amerykańskim. 87,5 km trasę Chicago-Evanston, w trudnych zimowych warunkach, najszybciej (czas: 10 h 23 min) pokonał Amerykanin Ch. Dureya.
- 1 listopada:
  - założenie pierwszego na świecie automobilklubu narodowego. Powstał Automobilklub Amerykański (American Motor League). 12 dni później założono Automobilklub Francji (Automobile Club de France) – główny organizator sportu samochodowego w Europie.
  - bracia Max i Emil Skladanowscy przedstawili w berlińskim variete Wintergarten „żywe obrazy” za pomocą bioskopu (2 projektory i 2 kamery).
- 5 listopada – George B. Selden opatentował pierwszy amerykański samochód.
- 8 listopada – Wilhelm Röntgen rozpoczął obserwację promieniowania rentgenowskiego (promieni X).
- 11 listopada – włoski wynalazca Filoteo Alberini opatentował kinetograf.
- 27 listopada – Alfred Nobel spisał testament, w którym ustanowił nagrodę nazwaną później jego imieniem.
- 7 grudnia – rozpoczęła się abisyńsko-włoska bitwa pod Amba Alagi.
- 9 grudnia – francuski astronom Auguste Charlois odkrył planetoidę Aspasia.
- 15 grudnia:
  - I wojna włosko-abisyńska: wojska egipskie rozpoczęły oblężenie Mekelie.
  - zwycięstwo kubańskich powstańców nad wojskami hiszpańskimi w bitwie nad rzeką Mal Tiempo.
- 28 grudnia:
  - Wilhelm Conrad Roentgen opublikował pierwszy artykuł o odkryciu promieniowania rentgenowskiego (promieniowania X).
  - bracia Ludwik i August Lumière uruchomili w suterenie kawiarni Grand Cafè przy bulwarze Kapucynów w Paryżu pierwsze stałe komercyjne kino wyposażone w zbudowany przez nich kinematograf. Projekcja obejmowała 10 filmów, a pierwszym filmem pokazanym publicznie w dziejach kinematografii było Wyjście robotników z fabryki Lumière w Lyonie.

- Lenin założył w Petersburgu Związek Walki o Wyzwolenie Klasy Robotniczej.
- Joseph Conrad wydał w Anglii swą pierwszą powieść Szaleństwo Almayera.

## Urodzili się
- 1 stycznia:
  - Placyd García Gilabert, hiszpański franciszkanin, męczennik, błogosławiony katolicki (zm. 1936)
  - Edgar Hoover, amerykański prawnik, dyrektor FBI (zm. 1972)
- 2 stycznia
  - Folke Bernadotte, szwedzki dyplomata (zm. 1948)
  - Shaikhzada Babich, baszkirski poeta (zm. 1919)
- 3 stycznia – Larry Crosby, amerykański publicysta, starszy brat Binga Crosby'ego (zm. 1975)
- 4 stycznia - Helena Jabłonowska, polska działaczka społeczna (zm. 1977)
- 6 stycznia – Mikołaj Alików, polski oficer, kawaler Orderu Virtuti Militari (zm. 1971)
- 9 stycznia – Kazimierz Kozan, polski oficer (zm. 1971)
- 20 stycznia - Franciszek Chyb, polski polityk, poseł, legionista, żołnierz ZWZ-AK (zm. 1978)
- 25 stycznia – Maria Daniela Jóźwik, polska nazaretanka, męczennica, błogosławiona katolicka (zm. 1943)
- 29 stycznia - Franciszek Jedwabski, polski duchowny katolicki, biskup pomocniczy poznański (zm. 1975)
- 31 stycznia – Stanisław Młodożeniec, polski poeta, współtwórca futuryzmu (zm. 1959)
- 2 lutego – Marian Kiedrzyński, polski oficer, kawaler Orderu Virtuti Militari (zm. 1975)
- 5 lutego – Romuald Sidorski, polski oficer, kawaler Orderu Virtuti Militari (zm. 1956)
- 6 lutego - Robert La Follette, amerykański polityk, senator ze stanu Wisconsin (zm. 1953)
- 10 lutego – Stanisław Bronikowski, polski taternik (zm. 1917)
- 11 lutego – Tadeusz Strzałka, polski oficer (zm. 1980)
- 12 lutego:
  - German Garrigues Hernández, hiszpański kapucyn, męczennik, błogosławiony katolicki (zm. 1936)
  - Stefan Pogonowski, porucznik piechoty Wojska Polskiego (zm. 1920)
- 13 lutego – Ján Oružinský, słowacki taternik i alpinista (zm. 1961)
- 16 lutego – Franciszek Kuszel, rosyjski wojskowy narodowości białoruskiej (zm. 1968)
- 17 lutego – Ștefan Bârsănescu, rumuński pedagog, profesor (zm. 1984)
- 21 lutego – Henrik Dam, duński biochemik, fizjolog, laureat Nagrody Nobla (zm. 1976)
- 23 lutego – Adolf Ulrych, polski oficer (zm. 1940)
- 28 lutego – Mikołaj Bunkerd Kitbamrung, duchowny katolicki, męczennik, błogosławiony (zm. 1944)
- 3 marca - Artur Klar, polski malarz pochodzenia żydowskiego (zm. 1942)
- 8 marca - Agatha Grigorescu-Bacovia, rumuńska poetka (zm. 1981)
- 10 marca – Wanda Szczepańska, polska aktorka teatralna (zm. 1970)
- 12 marca – Zofia Hołub-Pacewiczowa, polska geografka i etnografka (zm. 1979)
- 13 marca – Roman Wilkosz, polski malarz, projektant, nauczyciel pedagog (zm. 1967)
- 17 marca - Andrzej Włast, polski poeta, librecista, autor tekstów piosenek (zm. 1942/43)
- 19 marca – Maksym Rylski (ukr. Максим Тадейович Рильський), ukraiński poeta, tłumacz, publicysta (zm. 1964)
- 20 marca:
  - Józef Joachim Grzyb, legionista, odznaczony Virtuti Militari (zm. 1940 – zamordowany w Charkowie)
  - Stefan Kaczmarz, polski matematyk, przedstawiciel lwowskiej szkoły matematycznej (zm. po 1 września 1939)
- 26 marca – Julia Kotarbińska, polska ceramiczka i pedagog (zm. 1979)
- 28 marca - Józef Czekalski, polski geolog, geograf, kartograf, etnograf (zm. 1976)
- 29 marca – Ernst Jünger, niemiecki pisarz, wojskowy (zm. 1998)
- 1 kwietnia – Petrus Wernink, holenderski żeglarz, medalista olimpijski (zm. 1971)
- 4 kwietnia – George Fish, amerykański lekarz i sportowiec, medalista olimpijski (zm. 1977)
- 5 kwietnia – Wincenty Gabryjelski, polski radny (zm. 1960)
- 7 kwietnia – Maksymilian Iksal, polski działacz niepodległościowy, powstaniec śląski (zm. 1981)
- 11 kwietnia - Juliusz Bieniek, polski duchowny katolicki, biskup pomocniczy katowicki (zm. 1978)
- 15 kwietnia – Elena Aiello, włoska zakonnica, mistyczka, błogosławiona katolicka (zm. 1961)
- 16 kwietnia:
  - Stanisław Dybowski, polski malarz (zm. 1956)
  - Czesław Kaczmarek, polski duchowny katolicki, biskup kielecki (zm. 1963)
- 17 kwietnia – Tadeusz Bocheński, polski poeta, muzykolog, filozof, pisarz i eseista (zm. 1962)
- 20 kwietnia – Jerzy Petersburski, polski kompozytor (zm. 1979)
- 26 kwietnia – Carl de la Sablière, francuski żeglarz, medalista olimpijski (zm. 1979)
- 28 kwietnia - Anna Sołtan-Romerowa, polska malarka (zm. 1974)
- 30 kwietnia – Jan Korybski, kapitan Wojska Polskiego, kawaler Virtuti Militari (zm. 1940)
- 1 maja – Stanisław Szkudlarz, polski prawnik, polityk (zm. 1967)[1]
- 6 maja – Rudolf Valentino, amerykański aktor filmowy pochodzenia włoskiego (zm. 1926)
- 9 maja:
  - Lucian Blaga, rumuński poeta, dramaturg, filozof (zm. 1961)
  - Stanisław Kulczyński, polski botanik, polityk, poseł i wicemarszałek Sejmu PRL (zm. 1975)
- 11 maja:
  - Jan Parandowski, pisarz, prezes PEN Clubu (zm. 1978)
  - Stanisław Kostka Starowieyski, polski działacz społeczny, męczennik, błogosławiony katolicki (zm. 1941)
- 15 maja:
  - Prescott Bush, amerykański bankier, polityk, senator ze stanu Connecticut (zm. 1972)
  - Stanisław Wyszyński, kapitan administracji Wojska Polskiego (zm. 1940)
- 17 maja – Feliks Horski, porucznik żandarmerii pilot Wojska Polskiego (zm. 1934)
- 19 maja – Stanisław Kopański, szef Sztabu Naczelnego Wodza, dowódca Brygady Strzelców Karpackich, inżynier, generał dywizji Wojska Polskiego (zm. 1976)
- 20 maja – Aarne Pekkalainen, fiński żeglarz, medalista olimpijski (zm. 1958)
- 21 maja:
  - Lázaro Cárdenas del Río, meksykański polityk, prezydent Meksyku w latach 1934–1940 (zm. 1970)
  - Nikifor Krynicki, polski malarz prymitywista pochodzenia łemkowskiego (zm. 1968)
- 26 maja – Dorothea Lange, amerykańska fotografka (zm. 1965)
- 28 maja – Bronisław Pieracki, polski polityk, legionista, pułkownik dyplomowany piechoty Wojska Polskiego (zm. 1934)
- 29 maja – Jan Mazurkiewicz, oficer Wojska Polskiego, działacz niepodległościowy, kawaler Orderu Virtuti Militari, sędzia, prokurator (zm. 1964)
- 1 czerwca – Tadeusz Bór-Komorowski, dowódca Armii Krajowej (zm. 1966)
- 10 czerwca:
  - William C. Feazel, amerykański polityk, senator ze stanu Luizjana (zm. 1965)
  - Hattie McDaniel, amerykańska aktorka, piosenkarka (zm. 1952)
  - Immanuił Wielikowski, amerykański psychiatra, psychoanalityk, pseudonaukowiec pochodzenia rosyjsko-żydowskiego (zm. 1979)
- 11 czerwca:
  - Nikołaj Bułganin, radziecki polityk, premier ZSRR (zm. 1975)
  - Vincent Ignatius Kennally, amerykański duchowny katolicki, jezuita, misjonarz, biskup, wikariusz apostolski Karolinów i Wysp Marshalla (zm. 1977)
- 12 czerwca:
  - Wanda Dubieńska, polska sportsmenka, pierwsza polska olimpijka (zm. 1968)
  - Antoni Purtal, polski stolarz, drukarz, dziennikarz, działacz PPS, powstaniec śląski, samorządowiec (zm. 1943)
- 16 czerwca:
  - Zofia Bilor, polska łyżwiarka figurowa (zm. 1962)
  - Antoni Chruściel, polski dowódca wojskowy, generał, dowódca AK w powstaniu warszawskim (zm. 1960)
- 18 czerwca – Wanda Modzelewska, polska ziemianka, etnografka, kostiumolożka Państwowego Zespołu Ludowego Pieśni i Tańca „Mazowsze” (zm. 1973)
- 20 czerwca - Ana Kansky, słowacka chemiczka (zm. 1962)
- 23 czerwca – Gertruda Konatkowska, polska pianistka, współzałożycielka i profesor Państwowej Wyższej Szkoły Muzycznej w Poznaniu (zm. 1966)
- 24 czerwca:
  - Jack Dempsey, amerykański mistrz świata w wadze ciężkiej w boksie zawodowym (zm. 1983)
  - Jan Krzos, polski podoficer, kawaler Virtuti Militari (zm. 1931)
- 27 czerwca - Anna Banti, włoska historyk sztuki, pisarka, tłumaczka (zm. 1985)
- 8 lipca:
  - Roman Stopa, polski językoznawca, afrykanista (zm. 1995)
  - Igor Tamm, fizyk rosyjski, laureat Nagrody Nobla w 1958 roku (zm. 1971)
- 10 lipca – Carl Orff, niemiecki kompozytor i dyrygent (zm. 1982)
- 12 lipca – Jaromír Korčák, czeski geograf, demograf i statystyk (zm. 1989)
- 16 lipca – Władimir Almendinger, rosyjski wojskowy, działacz emigracyjny, publicysta i pisarz (zm. 1975)
- 22 lipca – Pawieł Suchoj (ros. Павел Осипович Сухой), radziecki konstruktor lotniczy (zm. 1975)
- 23 lipca – Franciszek Wysocki, polski oficer, kawaler Orderu Virtuti Militari (zm. 1939)
- 24 lipca:
  - Anna Dembińska, polska historyk, badacz wsi (zm. 1954)
  - Robert Graves, brytyjski powieściopisarz (zm. 1985)
- 27 lipca – Casimiro Florencio Granzow de la Cerda, hiszpański dyplomata, przedsiębiorca, publicysta pochodzenia polskiego (zm. 1968)
- 29 lipca:
  - Jerzy Jan Jastrzębski, polski pułkownik dyplomowany kawalerii (zm. 1944)
  - Marian Kenig, polski ekonomista, działacz socjalistyczny, kapitan piechoty (zm. 1959)
- 31 lipca – André Derrien, francuski żeglarz, medalista olimpijski (zm. 1994)
- 1 sierpnia:
  - Józef Frąk, polski działacz komunistyczny we Francji (zm. 1961)
  - Franciszek Mazur, polski prawnik, polityk, wicemarszałek Sejmu (zm. 1975)
- 8 sierpnia – Jean Navarre, francuski lotnik okresu I wojny światowej; jako pierwszy uzyskał tytuł asa myśliwskiego (zm. 1919)
- 16 sierpnia:
  - Liane Haid, austriacka aktorka (zm. 2000)
  - Franciszek Ślusarczyk, polski nauczyciel i działacz polityczny, prezydent Rzeszowa (zm. 1963)
- 25 sierpnia - Stanisław Sienkiewicz, polski podpułkownik dyplomowany piechoty (zm. 1939)
- 29 sierpnia – Jerzy Kirchmayer, polski generał (zm. 1959)
- 3 września – Erik Ørvig, norweski żeglarz, medalista olimpijski (zm. 1949)
- 9 września – Roman Saloni, polski oficer, kawaler Orderu Virtuti Militari (zm. 1986)
- 12 września:
  - Yngve Holm, szwedzki żeglarz, medalista olimpijski (zm. 1943)
  - Alice Lake, amerykańska aktorka (zm. 1967)
- 14 września, Adolf Maresch, polski oficer, kawaler Orderu Virtuti Militari (zm. ?)
- 16 września:
  - Karol Rathaus, polski kompozytor (zm. 1954)
  - Franciszek Żwirko, polski porucznik pilot (zm. 1932)
- 18 września – Digvijaysinhji (जाम साहिब दिग्विजयसिंहजी), indyjski arystokrata, maharadża, znany w Polsce dzięki hojnej pomocy udzielonej dzieciom polskim w okresie II wojny światowej (zm. 1966)
- 19 września – Barbara Giller, funkcjonariuszka Komunistycznej Partii Polski (zm. 1981)
- 20 września – Menachem Bader, izraelski polityk (zm. 1985)
- 22 września – Elmer Austin Benson, amerykański polityk, senator ze stanu Minnesota (zm. 1985)
- 25 września:
  - Sylvester Saller ofm, biblista katolicki, archeolog, franciszkanin (zm. 1976)
  - Michał Śledziona, podporucznik piechoty Wojska Polskiego, kawaler Orderu Virtuti Militari (zm. 1920)
- 29 września – Harold Hotelling, amerykański statystyk i ekonomista (zm. 1973)
- 2 października – Groucho Marx, amerykański komik (zm. 1977)
- 3 października – Siergiej Jesienin, rosyjski poeta (zm. 1925)
- 4 października:
  - Buster Keaton, amerykański aktor filmowy (zm. 1966)
  - Richard Sorge, niemiecki dziennikarz, agent sowieckiego wywiadu (zm. 1944)
- 5 października – Tadeusz Szymczykiewicz, polski działacz niepodległościowy i oficer żandarmerii (zm. 1940)
- 6 października - Bruno Olbrycht, polski generał dywizji (zm. 1951)
- 7 października – Andrzej Solá Molist, hiszpański klaretyn, misjonarz, męczennik, błogosławiony (zm. 1927)
- 8 października – Juan Perón, argentyński dyktator (zm. 1974)
- 9 października – Félix Lasserre, francuski rugbysta, medalista olimpijski (zm. 1965)
- 11 października - Stanisław Tołwiński, polski polityk, prezydent Warszawy (zm. 1969)
- 12 października – Janusz Konopnicki, podpułkownik artylerii Wojska Polskiego, kawaler Orderu Virtuti Militari (zm. 1962)
- 13 października:
  - Cemal Gürsel, turecki generał, polityk, prezydent Turcji (zm. 1966)
  - Władimir Kurdiumow, radziecki generał-lejtnant, polityk (zm. 1970)
  - Kurt Schumacher, niemiecki polityk (zm. 1952)
  - Robert Heinrich Wagner, niemiecki polityk nazistowski (zm. 1946)
  - Calle Westergren, szwedzki zapaśnik (zm. 1958)
- 17 października – Andrzej Bieniek, polski ekonomista, żołnierz (zm. 1944)
- 18 października – Edmund Norwid-Kudło, polski kapitan pilot (zm. 1931)
- 19 października – Aleksander Willner, polski polityk, prezydent Sosnowca i Katowic (zm. 1956)
- 20 października – Franciszek Jóźwiak, pierwszy główny komendant MO (zm. 1966)
- 23 października – Stefan Luranc, chorąży Legionów Polskich (zm. 1916)
- 26 października – Władysław Kępa, polski oficer i działacz niepodległościowy (zm. 1940)
- 27 października – Helena Grażyńska, polska działaczka społeczna i niepodległościowa, instruktorka harcerska, harcmistrzyni (zm. 1972)
- 30 października – Maria Kuncewiczowa, polska pisarka (zm. 1989)
- 5 listopada - Stanisława Groblewska, polska tenisistka (zm. 1974)
- 9 listopada – Józef Kojder, polski oficer zawodowy, kawaler Virtuti Militari (zamordowany w Charkowie 1940)
- 14 listopada – Władysław Suracki, podpułkownik dyplomowany piechoty Wojska Polskiego, kawaler Orderu Virtuti Militari (zm. 1939)
- 15 listopada:
  - Olga Romanowa, wielka księżna rosyjska, córka cara Mikołaja II, święta prawosławna (rozstrzelana z rodziną przez CzeKa) (zm. 1918)
  - Antoni Słonimski, polski pisarz i felietonista (zm. 1976)
- 16 listopada:
  - Andrzej Kunachowicz, pułkownik dyplomowany kawalerii Wojska Polskiego (zm. 1980)
  - Franciszek Matuszczak, pułkownik piechoty Wojska Polskiego (zm. 1964)
- 22 listopada - Czesław Bieżanko, polski entomolog (zm. 1986)
- 25 listopada – Ludvík Svoboda, czeski polityk i wojskowy, prezydent Czechosłowacji (zm. 1979)
- 26 listopada:
  - Witold Hulewicz, polski poeta, krytyk literacki, tłumacz i wydawca (zm. 1941)
  - Bertil Lindblad, szwedzki astronom (zm. 1965)
- 27 listopada - Anastas Mikojan, radziecki polityk, działacz komunistyczny, przewodniczący Rady Najwyższej ZSRR (zm. 1978)
- 30 listopada – Andrzej Przerwanek, sierżant Wojska Polskiego, kawaler Virtuti Militari (zm. 1920)
- 2 grudnia:
  - Erwin Casmir, niemiecki szermierz (zm. 1982)
  - Alois Heldmann, niemiecki pilot wojskowy, as myśliwski (zm. 1983)
- 3 grudnia:
  - Anna Freud, austriacka psychoanalityk (zm. 1982)
  - Tadeusz Olsza, polski aktor filmowy, kabaretowy i sceniczny; śpiewak, tancerz, reżyser (zm. 1975)
- 4 grudnia – Feng Youlan, chiński filozof i historyk filozofii, autor bardzo wpływowej Historii filozofii chińskiej (zm. 1990)
- 5 grudnia – Carl Wentzel, niemiecki żeglarz, olimpijczyk
- 12 grudnia - Tomasz Sobkowiak, polski urzędnik państwowy, burmistrz Zielonej Góry
- 13 grudnia - Lucía Sánchez Saornil, hiszpańska pisarka, poetka, feministka, anarchistka (zm. 1970)
- 14 grudnia – Jerzy VI, król Zjednoczonego Królestwa Wielkiej Brytanii i Irlandii Północnej (zm. 1952)
- 17 grudnia – Zozym Izquierdo Gil, hiszpański duchowny katolicki, męczennik, błogosławiony (zm. 1936)
- 21 grudnia - Kazimierz Kiełczewski, polski działacz komunistyczny, prezydent Radomia (zm. 1965)
- 25 grudnia:
  - Klara Danisz, polska działaczka społeczna i narodowa (zm. 1970)[2]
  - Stefan Rowecki (pseudonim „Grot”), generał, komendant główny Armii Krajowej (zm. 1944)
- 26 grudnia:
  - Zdzisław Rytel, polski inżynier mechanik, profesor Politechniki Warszawskiej (zm. 1979)
  - Stefan Zając, polski oficer piechoty (zm. 1961)
- 29 grudnia - Jerzy Hryniewski, polski polityk, premier RP na uchodźstwie (zm. 1978)
- 30 grudnia - Anna Kałygina, radziecka działaczka partyjna (zm. 1937)

- data dzienna nieznana: 
  - Aleksy Sobaszek, polski duchowny, błogosławiony Kościoła rzymskokatolickiego (zm. 1942)
  - Bechor-Szalom Szitrit, izraelski polityk (zm. 1967)
  - Alexander Bernhard Hoffmann, niemiecki malarz, grafik

## Święta ruchome
- Tłusty czwartek: 21 lutego
- Ostatki: 26 lutego
- Popielec: 27 lutego
- Niedziela Palmowa: 7 kwietnia
- Pamiątka śmierci Jezusa Chrystusa: 7 kwietnia
- Wielki Czwartek: 11 kwietnia
- Wielki Piątek: 12 kwietnia
- Wielka Sobota: 13 kwietnia
- Wielkanoc: 14 kwietnia
- Poniedziałek Wielkanocny: 15 kwietnia
- Wniebowstąpienie Pańskie: 23 maja
- Zesłanie Ducha Świętego: 2 czerwca
- Boże Ciało: 13 czerwca